# 最小权限原则
在计算机科学以及其它领域中，最小权限原则是要求计算环境中的特定抽象层的每个模組如进程、用户或者计算机程序只能访问当下所必需的信息或者资源。
赋予每一个合法动作最小的权限，就是为了保护数据以及功能避免受到错误或者恶意行为的破坏。
最小权限原则也称为最少权限原则。

## 历史
这个原则大约在1970年代中期开始出现，人们通常认为Peter J. Denning的“容错操作系统”一书，是这个概念的首次提出者，实际上，在当时许多论文中，已经用其它不同名字提到了这个原则，如Saltzer与Schroeder的计算机系统信息保护。
Saltzer与Schroeder的原始表述是
系统的每个程序或者用户应该使用完成工作所需的最小权限工作（Every program and every privileged user of the system should operate using the least amount of privilege necessary to complete the job）。